# Penkun
Penkun – miasto we wschodniej części Niemiec, w kraju związkowym Meklemburgia-Pomorze Przednie, w powiecie Vorpommern-Greifswald, wchodzi w skład związku gmin Amt Löcknitz-Penkun.

## Toponimia
Nazwa pochodzenia słowiańskiego, poświadczona od XIII wieku. Pierwotna połabska nazwa *Pen’kun' pochodzi od imienia *Pen’kun i znaczy tyle co „gród Pen’kuna”. W języku polskim brzmienie rekonstruowane w formie Pieńkuń.

## Geografia
Miasto położone jest m.in. nad jeziorem Schloßsee, przy autostradzie A11 prowadzącej z Berlina do Szczecina. Leży w pobliżu granicy polsko-niemieckiej.

## Historia
W miejscu obecnego miasta istniała dawniej osada słowiańska otoczona wałami obronnymi. Pierwsza wzmianka o wsi Pencun pochodzi z 1240 roku. W 1269 miejscowość jest wzmiankowana jako oppidum, a w 1284 – już jako miasto. W 1433 założono chroniącą miasto gildię strzelców, która w 1468 obroniła Penkun przed wojskami elektora Brandenburgii Fryderyka II Żelaznego. Od 1479 miasto znajdowało się w rękach rodziny von der Schulenburgów, a od 1615 – von der Ostenów. W 1648, na mocy pokoju westfalskiego, włączono je w granice Pomorza Szwedzkiego, a w 1720 – do pruskiej prowincji Pomorze. W latach 1818–1939 należało do powiatu Randow. W 1854 pożar zniszczył 62% zabudowy miasta. W 1939 roku miejscowość włączono do powiatu Greifenhagen, istniejącego do roku 1945. W ostatnich dniach II wojny światowej spłonął ratusz oraz dom strzelecki (niem. Schützenhaus). Po zjednoczeniu Niemiec w 1991 roku wyremontowano historyczne centrum miasta.

## Podział administracyjny
Części gminy (Ortsteil):
- Büssow
- Friedefeld
- Grünz
- Kirchenfeld
- Neuhof
- Penkun
- Radewitz
- Sommersdorf
- Storkow
- Wollin

## Sport
W mieście swoją siedzibę ma klub piłkarski Penkuner SV Rot-Weiß, który swoje spotkania rozgrywa na Sportplatz Penkun, posiadającym 1500 miejsc dla widzów.

## Zabytki
- zamek z XII w.
- kościół farny z XIX w., neogotycki
- mury miejskie
- kościół z XIII w. dzielnicy Storkow
- wiatrak w dzielnicy Storkow
- kościół z XIX w. w dzielnicy Grünz, neogotycki
- dwór w Radewitz
- kościół w dzielnicy Sommersdorf, wzniesiony w XIII w. stylu gotyckim z dobudowaną wieżą neogotycką z XIX w.
- dawna plebania w Wollin

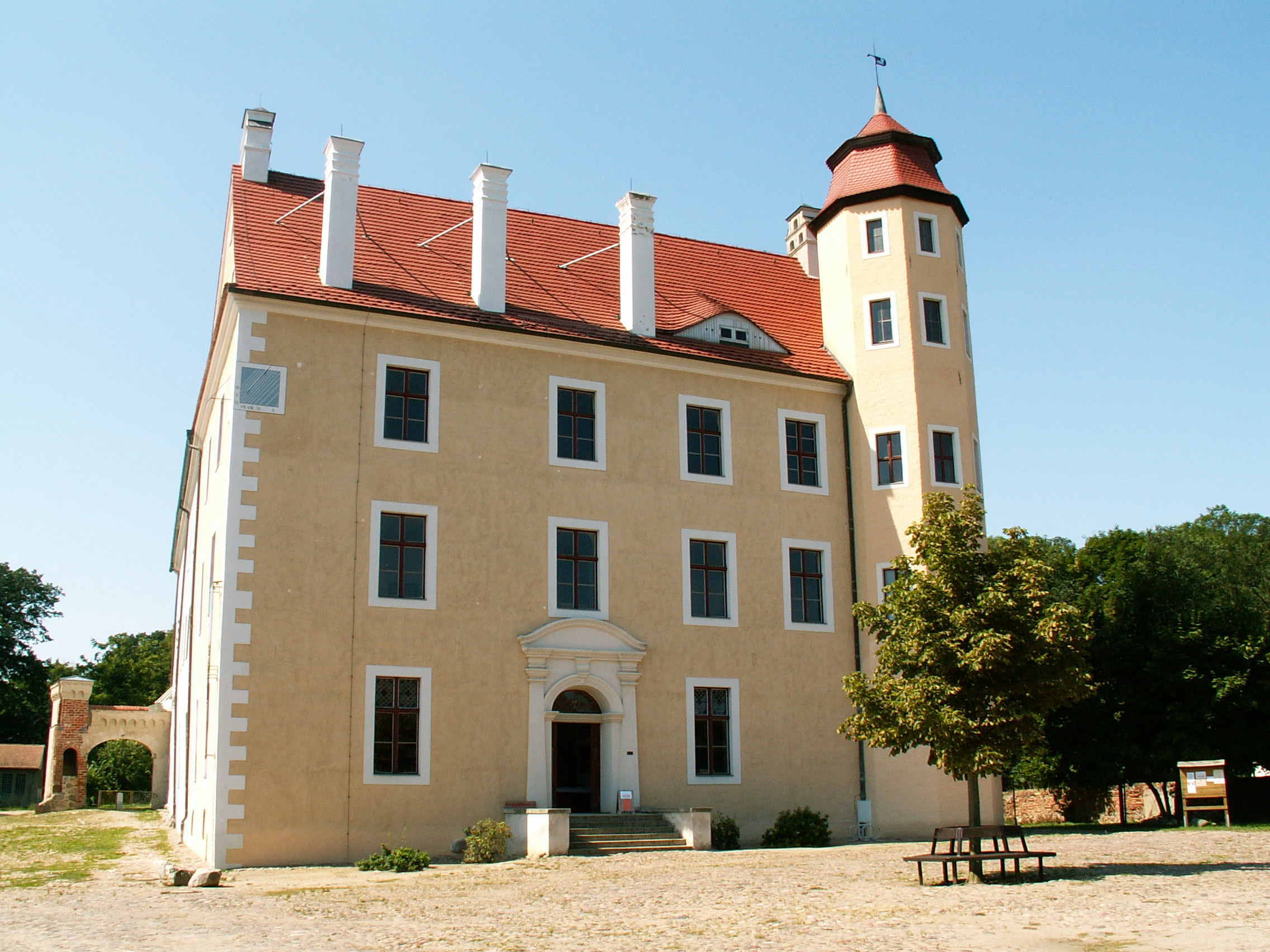
Zamek
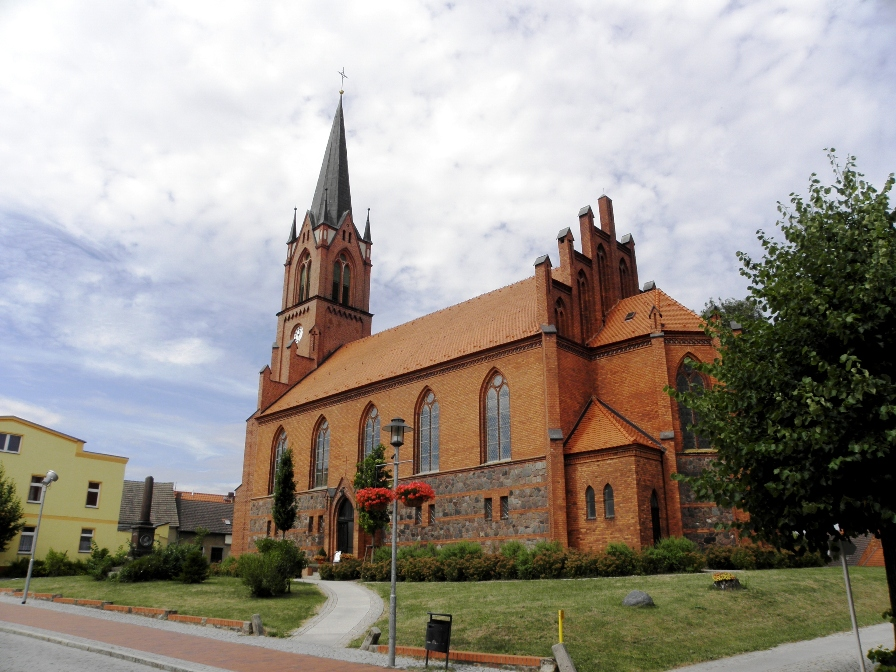
Kościół farny
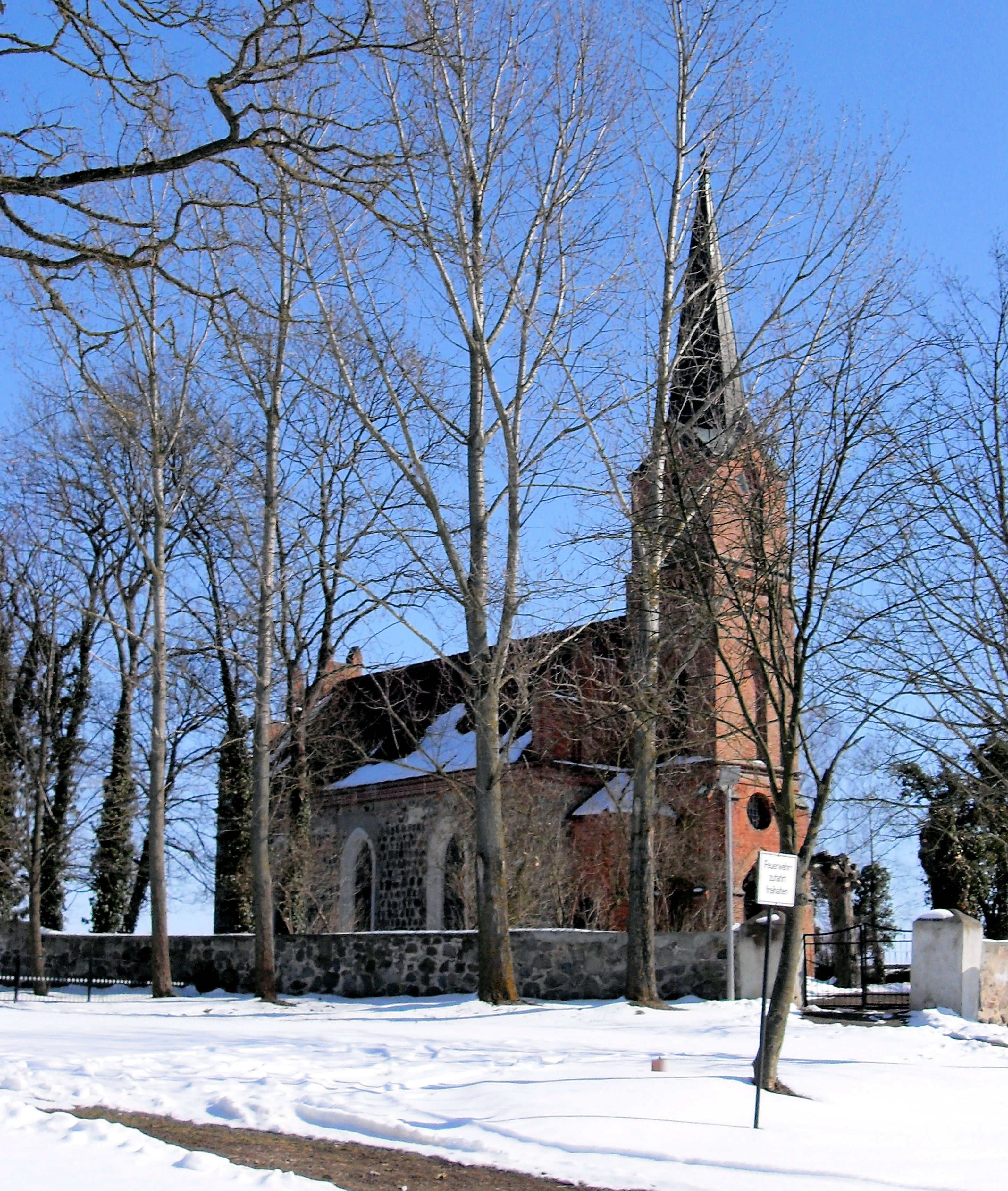
Kościół w Grünz
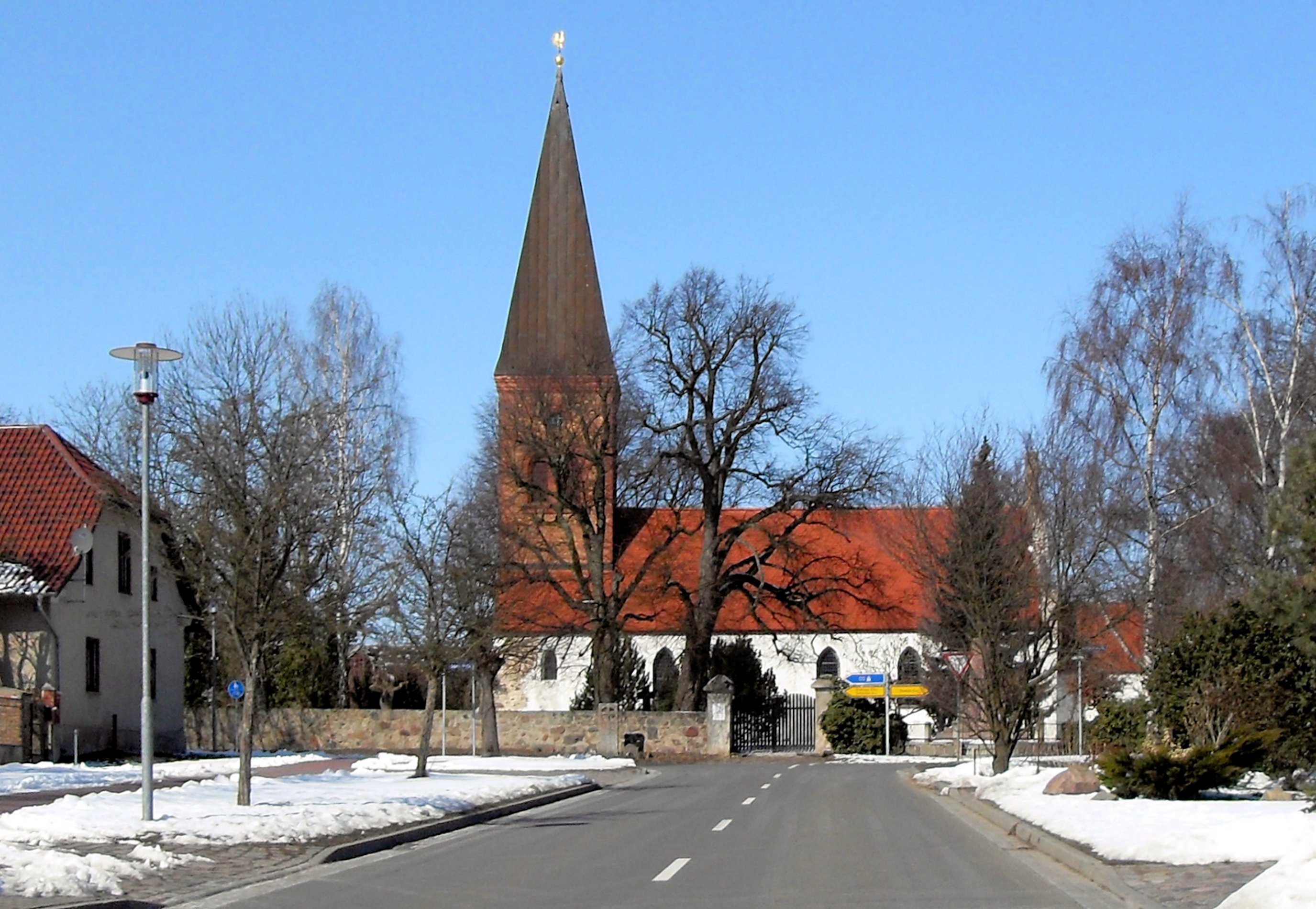
Kościół w Sommersdorfie

## Transport
Przez część gminy Storkow prowadzi droga krajowa B113.
Do 1945 r. przez miasto prowadziła kolej wąskotorowa Casekow-Penkun-Oder, ze stacją Penkun, która już nie istnieje.
Obecnie najbliższymi stacjami kolejowymi są stacje w Casekow i Tantow.

## Turystyka
Przez miasto prowadzą szlaki piesze i rowerowe, m.in. Szlak Odra – Nysa.

## Miasta partnerskie
- Gmina Fors (Francja), Gmina Widuchowa (Polska)